# Sole a catinelle
Pour plus de détails, voir Fiche technique et Distribution.
Sole a catinelle est une comédie italienne sortie en 2013. Réalisée par Gennaro Nunziante, elle met en vedette l'humoriste apulien Checco Zalone dans son propre rôle.
Le titre signifie littéralement « du soleil à seaux » sur le modèle de l'expression pioggia a catinelle, « pleuvoir à seaux ».
Avec 8,5 millions de spectateurs en salles lors de sa sortie, le film est l'un des plus gros succès du box-office en Italie.

## Synopsis
Checco Zalone est un émigré du sud de l'Italie, âgé de 36 ans, qui travaille comme serveur dans un hôtel de luxe sur le Grand Canal à Venise et se passionne pour la haute finance ; il vit à Padoue, est marié à l'ouvrière sicilienne Daniela Parisi et a un fils, Nicolò, un garçon de 10 ans, intelligent et studieux. En 2013, le jour même où sa femme perd son emploi à la suite de la fermeture de l'usine en raison de la crise économique mondiale de 2008, Checco décide de quitter son travail car il le trouve peu inspirant et sous-payé, il cherche donc une occupation plus lucrative, et finit par trouver un emploi de vendeur en porte-à-porte dans l'entreprise qui vend des aspirateurs Fata Gaia. Au début, tout va très bien : Checco vend l'appareil à ses nombreux cousins et tantes et, avec l'argent qu'il gagne, il achète à crédit une longue série d'articles très luxueux ; le seul achat qu'il ne fait pas est une nouvelle voiture, car il aime sa BMW vieille de 20 ans et préfère investir dans son entretien.
À un moment donné, Checco n'est plus en mesure d'honorer ses paiements parce qu'il ne trouve pas de nouveaux clients. Toutes ses propriétés sont donc saisies par Equitalia et la société financière Fido Fly fait pression sur lui pour qu'il paie les 48 versements manquants. Humiliée et en colère face à cette situation, sa femme le met à la porte et part vivre chez ses parents, emmenant Nicolò avec elle. Comme Nicolò veut aussi passer du temps avec son père, Checco lui fait une promesse : s'il n'obtient que des notes de 10 sur son bulletin scolaire à la fin de l'année, il lui offrira des vacances d'été de rêve. Bien sûr, Checco ne fait cette promesse que pour rendre son fils heureux dans l'immédiat, car il est convaincu qu'il ne réussira pas, puisqu'il a toujours des notes autour de neuf à l'école. Nicolò, cependant, fait des efforts et aligne les 10 sur son bulletin à la fin de l'année.
Checco, qui n'a pas l'argent nécessaire pour offrir à Nicolò les vacances promises, tente de convaincre le professeur de baisser au moins une de ses notes, mais celui-ci reste inflexible. Ne se sentant pas capable de décevoir Nicolò, il décide de se rendre à Casacalenda, dans le Molise, son pays natal, et de rester chez sa tante Ritella, qu'il n'a pas vue depuis son enfance. Mais les choses tournent mal pour lui : Ritella se montre extrêmement avare (elle est furieuse d'avoir reçu une facture d'électricité de plus de 5 euros) et se montre désagréable et l'ambiance générale dans le village leur est assez hostile.
Fatigué de la situation dans laquelle il se trouve et connaissant désormais les véritables intentions de son père, Nicolò demande de l'aide à sa mère qui lui propose de partir avec la famille d'un de ses collègues, en lui disant de se rendre au port de Piombino pour les rejoindre. Après une dispute entre Checco et le garçon, qui avait initialement l'intention de suivre les conseils de sa mère, Nicolò décide à la dernière minute de rester avec son père. Arrivés en Toscane, sur le chemin du retour, Nicolò remarque un panneau indiquant un zoo ; le père et le fils descendent de voiture et croisent un enfant nommé Lorenzo, qui souffre de mutisme sélectif, mais Checco, avec ses manières rustiques, parvient à le faire parler. Zoé, la mère de l'enfant, est une jeune femme française élégante qui, par gratitude et pour tenter de débloquer la voix de l'enfant, invite Checco et Nicolò dans sa belle villa ; ensuite, frappée par la sympathie de l'invité, elle l'emmène à des fêtes et à des rencontres exclusives avec des industriels et des sommités.
Zoé est en fait une femme très riche, car elle et sa mère Juliette possèdent 33% d'une société qui veut racheter la même société financière envers laquelle Checco est endetté, Fido Fly ; cette acquisition est préconisée par deux amis louches de la mère de Zoé, Piergiorgio Bollini et Vittorio Manieri. Au cours d'une de leurs réunions informelles, Checco, bien qu'il ne soit pas invité, parle négativement de Fido Fly, affirmant qu'il s'agit d'une entreprise proche de la faillite : les deux hommes ne l'écoutent pas, mais peu après ils doivent changer d'avis lorsqu'ils lisent dans le journal que l'entreprise a fait faillite. À ce moment-là, jaloux de l'influence que ce parvenu illettré exerce sur Zoé, ils tentent de s'attirer ses bonnes grâces en lui offrant des cigares, en l'invitant à jouer au golf et en le faisant participer à une réunion maçonnique.
À un certain moment, Vittorio et Checco apparaissent ensemble à la télévision, dans l'émission L'Estate dei VIPs. À bord d'un luxueux yacht, ils discutent de la question de savoir s'ils préfèrent le champagne sec ou pétillant. On y découvre que Vittorio est en fait l'employeur qui a licencié Daniela. Celle-ci, ayant vu l'émission de télévision est furieuse et informe Checco qu'elle a un nouveau petit ami, un syndicaliste de son entreprise. Rendu jaloux par cette nouvelle, Checco est pris de découragement et décide de quitter la villa de Zoe et de rentrer chez lui, accompagnant Nicolò auprès de sa mère, tout en se remémorant à sa manière les bons moments passés avec elle. Entre-temps, on voit le patron de Checco, le Dr Surace, le licencier parce qu'il n'a pas vendu un seul article depuis son départ.
Des mois plus tard, il s'avère que l'appel téléphonique passé par Checco depuis le téléphone de Manieri était écouté par la police financière, qui le surveillait depuis un certain temps, a conduit à la découverte de tous les crimes financiers de Bollini et Manieri, qui sont envoyés en prison pour cela. Zoé, qui a repris les rênes de l'usine familiale où Daniela travaillait, fait un discours de réouverture à tous les employés précédemment licenciés et réengagés, espérant leur aide pour reprendre le travail avec engagement et sérieux. Sont également présents à l'inauguration Nicolò et Checco, qui, habillé en syndicaliste communiste, prononce un discours (écrit par son fils) dans lequel il se range du côté des travailleurs et décrit avec des mots touchants son amour pour sa femme, se disant prêt à tout pour se retrouver. La femme accepte et la famille Zalone est réunie, Daniela reprenant son travail d'ouvrière et Checco, engagé par Zoe dans le département commercial de l'entreprise, s'occupe à la fois du travail et des tâches ménagères.

## Fiche technique
- Titre original italien : Sole a catinelle[1]
- Réalisateur : Gennaro Nunziante
- Scénario : Gennaro Nunziante, Checco Zalone
- Photographie : Agostino Castiglioni
- Montage : Pietro Morana
- Musique : Checco Zalone
- Décors : Francesco Frigeri (it)
- Costumes : Marina Roberti
- Production : Pietro Valsecchi
- Sociétés de production : Medusa Film, Taodue en collaboration avec Radio Italia, Wind et Mediaset Premium.
- Pays de production :  Italie
- Langue originale : italien
- Format : Couleur - 2,35:1 - Son Dolby Digital - 35 mm
- Durée : 90 minutes
- Genre : Comédie
- Dates de sortie :
  - Italie : 31 octobre 2013

## Distribution
- Checco Zalone : lui-même
- Miriam Dalmazio : Daniela Parisi
- Robert Dancs : Nicolò Zalone
- Aurore Erguy : Zoé Garnier
- Ruben Aprea : Lorenzo, le fils de Zoé
- Valeria Cavalli : Juliette Marin
- Orsetta De Rossi : Domiziana
- Matilde Caterina : Ritella Cives, La tante de Checco
- Stefano Sabelli (it) : Onofrio Ruocco, le cousin de Checco.
- Daniela Piperno : Giovanna.
- Lidia Biondi : Carolina Marini, l'enseignante de Nicolò
- Augusto Zucchi : Piergiorgio Bollini
- Marco Paolini : Vittorio Manieri
- Alessandro Bressanello : Dr. Giacomo Surace
- Angie Alexander : directeur des ressources humaines
- Mimmo Mignemi : Carmelo Parisi, le père de Daniela
- Claudia Brovedani : Olga Bollini
- Maurizio Lastrico : Ludovico, le père de Lorenzo
- Elettra Dallimore Mallaby : actrice de plateau de tournage
- Gaia Padovan : écoles primaires psychologue Nicolò
- Paolo Braghetto : le syndicaliste[2]
- Edoardo Camurri : l'animateur de la soirée

## Production
Le tournage a eu lieu pendant l'été 2013 à Quinto Vicentino, dans l'entreprise FORALL, dans le gratte-ciel Torre Net (it) et dans d'autres lieux à Padoue, Venise, Monselice, Galzignano Terme, Santa Margherita Ligure, Portofino, dans le Molise à Petrella Tifernina, Sepino, Casacalenda, Limosano, Provvidenti et en Toscane (l'abbaye de San Galgano, Magliano in Toscana, Monte Argentario, la lagune d'Orbetello et le port (it) de Piombino),. La post-production a été réalisée par Reset VFX S.r.l.

## Accueil
Avec un budget de 8 millions d'euros,,, le film a connu un énorme succès auprès du public. Rien qu'au cours de ses quatre premiers jours de sortie, le film (distribué en 1250 copies) a rapporté plus de 18,6 millions d'euros avec plus de 2,7 millions de billets vendus, ce qui en fait le film le plus rentable en Italie en 2013. En sept jours, il a rapporté 23 millions d'euros.
Après 11 jours de projection (du 31 octobre au 10 novembre 2013), le film a rapporté environ 34,55 millions d'euros avec près de 5,2 millions de billets vendus. Le 16 novembre 2013, le film a atteint 40 millions d'euros. En seulement 18 jours de projection (du 31 octobre au 17 novembre 2013), le film a rapporté environ 43,795 millions d'euros avec environ 6,8 millions de billets vendus, dépassant ainsi le box-office du précédent film de Zalone, Che bella giornata, et devenant le film italien le plus rentable de tous les temps et le troisième film le plus rentable de tous les temps en Italie.
Après 25 jours sur les écrans, le film a atteint 48 millions d'euros au box-office avec près de 7,4 millions de billets vendus, se rapprochant ainsi de la deuxième place des films les plus rentables de tous les temps en Italie (les deux premiers étant Avatar, avec près de 65 millions d'euros, suivi de Titanic, également de James Cameron, avec environ 50 millions). Le 28 novembre, 7 499 124 billets ont été vendus, dépassant ainsi Titanic ; seul Avatar a vendu plus de billets de cinéma en Italie.
Le 4 décembre 2013, le film a dépassé les recettes de Titanic et est arrivé à la deuxième place des films les plus rentables en Italie, derrière Avatar, même si le film de Zalone a également dépassé ce dernier en termes de nombre d'entrées (le film de James Cameron avait un prix de billet plus élevé que Sole a catinelle car il était en 3D). Le même jour, le film a remporté le Biglietto d'oro en tant que film le plus regardé de 2013. Au 31 décembre 2013, le box-office total a atteint 51 763 459 d'euros avec un total de 7 992 539 d'entrées. En août 2014, à la fin de la saison cinématographique 2013-2014, le film était le film le plus rentable de l'année.
En 2022, Sole a catinelle occupe la troisième place des films les plus rentables en Italie et la soixantième place des films les plus visionnés en salles en Italie de tous les temps.

## Remake
Un remake du film a été réalisé en Espagne en 2018, sous le titre El mejor verano de mi vida (es), réalisé par Dani de la Orden.